# Emilio Vidal
Eladio Vidal Barrachina (ur. 8 stycznia 1897 w Barcelonie) – hiszpański zapaśnik walczący w stylu klasycznym. Olimpijczyk z Paryża 1924, gdzie zajął piętnaste miejsce w wadze średniej. 

## Letnie Igrzyska Olimpijskie 1924
| Konkurencja          | Rundy eliminacyjne   | Rundy eliminacyjne     | Rundy eliminacyjne             | Klas. końcowa |
| Konkurencja          | Przeciwnik I         | Przeciwnik II          | Przeciwnik III                 | Miejsce       |
| -------------------- | -------------------- | ---------------------- | ------------------------------ | ------------- |
| 75 kg styl klasyczny | Tayyar Yalaz (TUR) P | Adolphe Dumont (LUX) Z | Wacław Okulicz-Kozaryn (POL) P | 15.           |